# Karel Verleye
‎Karel Verleye, belgijski kapucin, filozof in pedagog, * 17. april 1920, Mechelen, † 27. februar 2002, Damme.